# Исавр Ђакон
Свети Исавр, је ђакон и свештеномученик ране цркве (3. век) који се прославља заједно са мученицима Василијем, Инокентијем, Филиксом, Ермијем и Перегрином.
Исавр, Василије и Инокентије су били родом из Атине. Они су дошли у град Аполонију, како њихово житије сведочи, по откривењу анђела Божје. Тамо су нашли Филикса, Перегрина и Ермија, који су били хришћани. 
Живећи побожно и хришћански, прекинули су дружење и општење са својим рођацима који су били пагани. Због тога су били оптужени за непоштовање државне вере. Градоначелник Аполоније их је приморавао да се одрекну вере у Христа. Пошто су они то одбили, наређено је да им се одсеку главе. Свети Исавр и Инокентије су предати у руке градоначелниковом сину Аполонију. Он их је мучио огњем и водом, али им ни ватра ни вода нису нашкодили. Ово чудо је привукло вери Христовој многе незнабошце, међу којима су први били рођена браћа Руф и Руфијан, саветници града Аполоније. На послетку бише им главе одсечене, и они као победоносци отидоше на небеса.
Од три рукописа у којима се налази помен светог Исавра и његових другова Василија, Инокeнтија, Феликса, Eрмије и Перегрина нешто потпунији подаци сачувани су у минеју за месеце од марта до августа који је 1071. године копирао извесни монах Кирил. У том рукопису сачувана је служба у којој се помињу бројна чуда на гробу светог ђакона у Цариграду. 
Мошти светог Исавра у непознато време пренете су из Аполоније у престоницу царства Цариград. Сачуван је канон у акростиху у којем се узвишеним атрибутима прослављају Исавр и његови састрадалници. Ту се говори и о цркви светог ђакона, у којој су чуване његове чудотворне мошти.
Православна црква га прославља 6/19 јула заједно са свештеномученицима Василијем, Инокентијем, Филиксом, Ермијем и Перегрином.